# كلثوم كنو
كلثوم كنّو، قاضية تونسيّة، ولدت يوم 17 سبتمبر 1959 أصيلة جزيرة قرقنة متزوجة وأم 3 أبناء متحصلة على الإجازة في الحقوق.
شغلت كلثوم كنو منذ 1984 منصب ملحقة بالتفقد في الإدارة العامة للمالية إلى غاية 1989 ومن ثم عينت قاضي تحقيق بالمحكمة الابتدائية بـالقيروان ومن ثم تم نقلته إلى توزر في نفس الخطة ثم تونس وهو منصب نادراً ما يتم اسناده لإمرأة. انتخبت كمفوضة باللجنة العليا للحقوق في ديسمبر 2010 . وفي سبتمبر 2014 ترشحت ضمن 26 رجالاً لمنصب رئاسة الجمهورية.
وقد كانت كلثوم كنو من أبرز القضاة المدافعين عن استقلال القضاء في عهد الرئيس المخلوع وهو ما تسبب في تجميد ترقيتها لسنوات بالإضافة إلى الخفض من أجرها دون مبرر.